# Azizjon G'aniyev
Azizjon G'aniyev (Jizzax, 22 febbraio 1998) è un calciatore uzbeko, centrocampista dell'Al-Bataeh e della nazionale uzbeka.

## Palmarès

### Club

#### Competizioni nazionali
- Coppa dell'Uzbekistan: 1

Nasaf Qarshi: 2015
- Coppa di Lega (Emirati Arabi Uniti): 1

Al Ahli Dubai: 2020-2021
- Campionato emiratino: 1

Al Ahli Dubai: 2022-2023
- Supercoppa degli Emirati Arabi Uniti: 1

Al Ahli Dubai: 2023